# Sylvi Saimo
Sylvi Riitta Saimo, née le 12 novembre 1914 à Ruskeala et morte le 12 mars 2004 à Laukaa, est une kayakiste finlandaise.

## Palmarès

### Jeux olympiques
- Helsinki 1952 :
  -  Médaille d'or en K-1 500 m.

### Championnats du monde
- Copenhague 1950 :
  -  Médaille d'or en K-1 500 m.
  -  Médaille d'or en K-2 500 m avec Greta Grönholm.